# Jacques Stosskopf

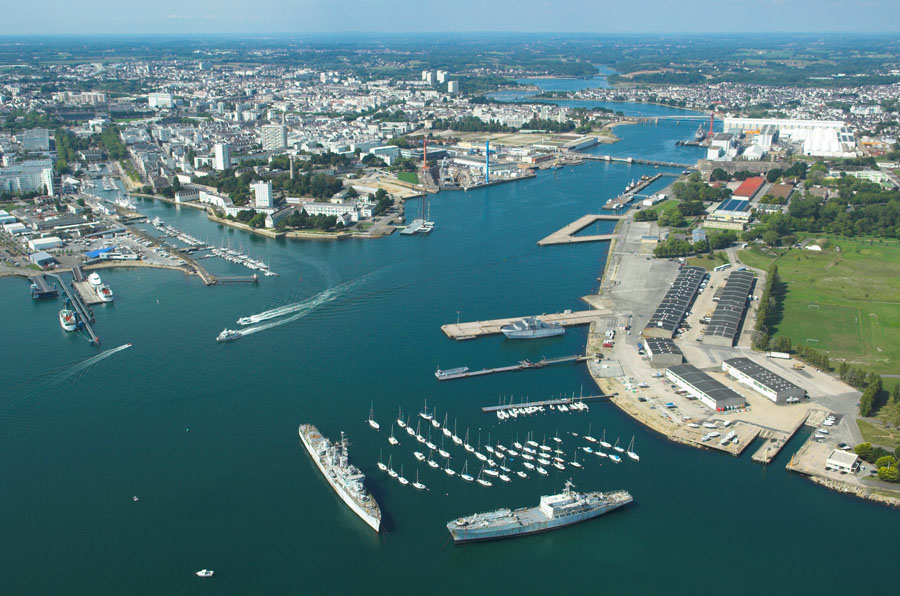
Haven van Lorient

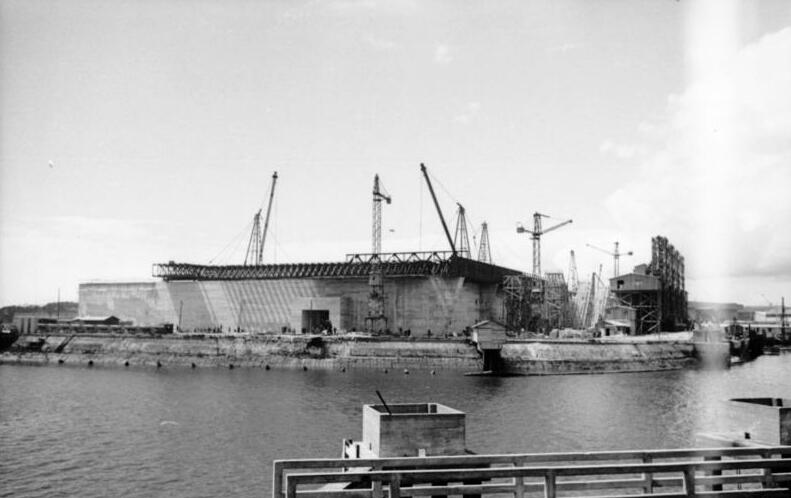
Onderzeebootbasis Lorient in aanbouw (1942)

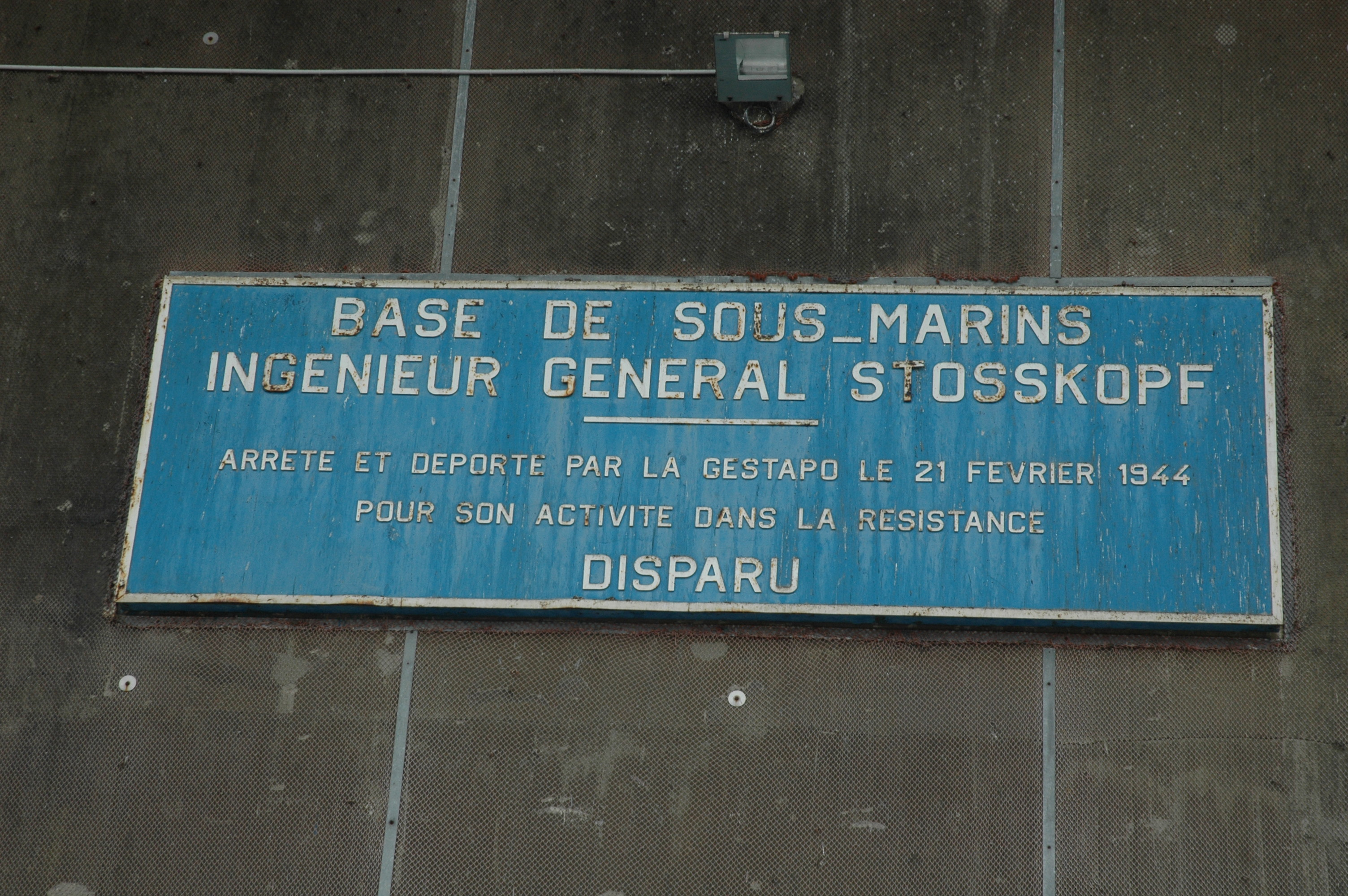
Herdenkingsplaat ter ere van Jacques Stosskopf uit 1946 op een muur van de basis

Jacques Camille Louis Stosskopf (Parijs, 27 november 1898 - Natzwiller, 1 september 1944) was een maritiem ingenieur, lid van de Résistance en verzetsheld uit de Tweede Wereldoorlog.

## Leven en werk
Jacques Stosskopf werd in Parijs geboren maar zijn familie kwam oorspronkelijk uit de Elzas. Daardoor sprak hij vloeiend Duits. Tijdens de Eerste Wereldoorlog werd hij in 1917 gemobiliseerd als officier bij de artillerie. Hij werd gedecoreerd met het Franse Oorlogskruis. In 1920 ging hij studeren aan de Polytechnische school te Parijs en in 1924 werd hij maritiem ingenieur. Als scheepsbouwkundige werd hij in 1939 hoofd van de bouwafdeling van het arsenaal van Lorient.

## Tweede Wereldoorlog
In 1940 nam de Kriegsmarine de militaire installaties van Lorient in bezit. Stosskopf bleef op zijn post en won het vertrouwen van de Duitse bezetter door zijn beheersing van de Duitse taal en zijn autoritaire houding ten opzichte van de Franse arbeiders. Hij was nauw betrokken bij de bouw van de Duitse onderzeebootbasis in Lorient en controleerde de werken voor Duitsland van dichtbij.
Als weerstander was hij lid van het netwerk Alliance. Zijn reputatie als collaborateur bij de inwoners van Lorient bood hem de ideale dekmantel voor het dubbelspel. Dankzij zijn toegang tot de geheime Duitse infrastructuur, kon hij gedurende vier jaar informatie verzamelen over de activiteiten van de Duitse U-boten die de basis in en uit voeren en de tot zinken gebrachte schepen die werden gerapporteerd. Hij maakte geen notities of foto's maar onthield alle gegevens, en gaf die via Alliance door aan de Britse Royal Navy. Deze inlichtingen waren van groot belang in de Slag om de Atlantische Oceaan (1939 - 1945).
Een agent van het Alliance-netwerk die door de Gestapo was gearresteerd en werd gefolterd, liet de naam van Stosskopf vallen. Dat leidde ertoe dat hij op 21 februari 1944 werd gearresteerd, door de Gestapo ondervraagd, gemarteld en nadien als Nacht-und-Nebelgevangene gedeporteerd naar het concentratiekamp Natzweiler-Struthof. Daar werd hij op 1 september 1944 met een pistoolschot gedood. Zijn vertrek naar Duitsland werd door de inwoners van Lorient ten onrechte beschouwd als een promotie met grote verantwoordelijkheden, als beloning voor zijn collaboratie.

## Postuum
Jacques Stosskopf kreeg in 1945 postuum de titel Hoofdingenieur maritieme bouwkunde en de onderscheiding Commandant van het Legioen van Eer. In 1946 gaf de Franse marine zijn naam aan de duikbootbasis van Lorient. De klas van militaire studenten van 2010 aan de École nationale supérieure de techniques avancées Bretagne draagt zijn naam.